# Coupe du monde d'escalade de 2015
Navigation
26e édition 28e édition
La coupe du monde d'escalade de 2015 est la 27e édition de la coupe du monde d'escalade. En 2015, cette série d'épreuves débute le 17 mai, et se termine le 15 novembre. Elle compte sept épreuves de difficulté, cinq de bloc et cinq de vitesse.

## Faits marquants
Akiyo Noguchi remporte la coupe du monde d'escalade de bloc féminin avant de disputer la dernière étape.

## Classement général
| Catégories | Or                   | Or         | Argent         | Argent     | Bronze              | Bronze     |
| ---------- | -------------------- | ---------- | -------------- | ---------- | ------------------- | ---------- |
| Difficulté | Adam Ondra (2)       | 458 points | Gautier Supper | 400 points | Jakob Schubert      | 396 points |
| Difficulté | Mina Markovic (3)    | 527 points | Jain Kim       | 461 points | Jessica Pilz        | 435 points |
| Bloc       | Jongwon Chon         | 292 points | Jan Hojer      | 264 points | Adam Ondra          | 259 points |
| Bloc       | Akiyo Noguchi (4)    | 395 points | Shauna Coxsey  | 332 points | Miho Nonaka         | 276 points |
| Vitesse    | QiXin Zhong          | 405 points | Libor Hroza    | 322 points | Danyil Boldyrev     | 295 points |
| Vitesse    | Mariia Krasavina (2) | 400 points | Anouck Jaubert | 390 points | Iuliia Kaplina      | 365 points |
| Combiné    | Adam Ondra (3)       | 674 points | Sean McColl    | 486 points | Domen Skofic        | 407 points |
| Combiné    | Jain Kim (2)         | 432 points | Akiyo Noguchi  | 421 points | Yuka Kobayashi (ja) | 286 points |

## Étapes
| Dates                               | Lieu            | Difficulté | Bloc     | Vitesse  |
| ----------------------------------- | --------------- | ---------- | -------- | -------- |
| 17 mai 2015                         | Central Saanich | -          | -        | X        |
| 30 mai 2015-31 mai 2015             | Toronto         | -          | X        | -        |
| 5 juin 2015-6 juin 2015             | Vail            | -          | X        | -        |
| 20 juin 2015-21 juin 2015           | Chongqing       | -          | X        | X        |
| 26 juin 2015-27 juin 2015           | Haiyang         | -          | X        | X        |
| 10 juillet 2015-12 juillet 2015     | Chamonix        | X          | -        | X        |
| 17 juillet 2015-18 juillet 2015     | Briançon        | X          | -        | -        |
| 31 juillet 2015-1er août 2015       | Imst            | X          | -        | -        |
| 14 août 2015-15 août 2015           | Munich          | -          | X        | -        |
| 21 août 2015-22 août 2015           | Stavanger       | X          | -        | -        |
| 26 septembre 2015-27 septembre 2015 | Puurs           | X          | -        | -        |
| 17 octobre 2015-18 octobre 2015     | Wujiang         | X          | -        | X        |
| 14 novembre 2015-15 novembre 2015   | Kranj           | X          | -        | -        |
| Total : 13 étapes                   |                 | 7 étapes   | 5 étapes | 5 étapes |

## Podiums des étapes

### Difficulté

#### Hommes
| Étapes       | Lieu                | Or                            | Argent         | Bronze                   |
| ------------ | ------------------- | ----------------------------- | -------------- | ------------------------ |
| 10 juillet   | Chamonix (France)   | Ramón Julián Puigblanque (21) | Adam Ondra     | Sebastian Halenke        |
| 17 juillet   | Briançon (France)   | Gautier Supper                | Minoru Nakano  | Jakob Schubert           |
| 31 juillet   | Imst (Autriche)     | Romain Desgranges             | Jakob Schubert | Domen Skofic             |
| 21 août      | Stavanger (Norvège) | Gautier Supper (2)            | Adam Ondra     | Romain Desgranges        |
| 26 septembre | Puurs (Belgique)    | Domen Skofic                  | Jakob Schubert | Ramón Julián Puigblanque |
| 17 octobre   | Wujiang (Chine)     | Adam Ondra (10)               | Domen Skofic   | Sean McColl              |
| 14 novembre  | Kranj (Slovénie)    | Adam Ondra (11)               | Sean McColl    | Jakob Schubert           |

#### Femmes
| Étapes       | Lieu                | Or                 | Argent         | Bronze         |
| ------------ | ------------------- | ------------------ | -------------- | -------------- |
| 10 juillet   | Chamonix (France)   | Mina Markovic (17) | Janja Garnbret | Jessica Pilz   |
| 17 juillet   | Briançon (France)   | Jain Kim (23)      | Jessica Pilz   | Anak Verhoeven |
| 31 juillet   | Imst (Autriche)     | Mina Markovic (18) | Janja Garnbret | Jessica Pilz   |
| 21 août      | Stavanger (Norvège) | Mina Markovic (19) | Jessica Pilz   | Anak Verhoeven |
| 26 septembre | Puurs (Belgique)    | Jain Kim (24)      | Mina Markovic  | Anak Verhoeven |
| 17 octobre   | Wujiang (Chine)     | Jain Kim (25)      | Anak Verhoeven | Jessica Pilz   |
| 14 novembre  | Kranj (Slovénie)    | Mina Markovic (20) | Jessica Pilz   | Janja Garnbret |

### Bloc

#### Hommes
| Étapes  | Lieu               | Or              | Argent            | Bronze       |
| ------- | ------------------ | --------------- | ----------------- | ------------ |
| 30 mai  | Toronto (Canada)   | Alban Levier    | Nathaniel Coleman | Adam Ondra   |
| 5 juin  | Vail (États-Unis)  | Jan Hojer (5)   | Nathaniel Coleman | Adam Ondra   |
| 20 juin | Chongqing (Chine)  | Sean McColl (2) | Jongwon Chon      | Tsukuru Hori |
| 26 juin | Haiyang (Chine)    | Jongwon Chon    | Rustam Gelmanov   | Alban Levier |
| 14 août | Munich (Allemagne) | Aleksei Rubtsov | Martin Stranik    | Jongwon Chon |

#### Femmes
| Étapes  | Lieu               | Or                 | Argent        | Bronze           |
| ------- | ------------------ | ------------------ | ------------- | ---------------- |
| 30 mai  | Toronto (Canada)   | Anna Stöhr (22)    | Akiyo Noguchi | Juliane Wurm     |
| 5 juin  | Vail (États-Unis)  | Megan Mascarenas   | Akiyo Noguchi | Shauna Coxsey    |
| 20 juin | Chongqing (Chine)  | Akiyo Noguchi (18) | Miho Nonaka   | Shauna Coxsey    |
| 26 juin | Haiyang (Chine)    | Petra Klingler     | Akiyo Noguchi | Shauna Coxsey    |
| 14 août | Munich (Allemagne) | Shauna Coxsey (3)  | Fanny Gibert  | Megan Mascarenas |

### Vitesse

#### Hommes
| Étapes     | Lieu                     | Or                            | Argent          | Bronze                    |
| ---------- | ------------------------ | ----------------------------- | --------------- | ------------------------- |
| 17 mai     | Central Saanich (Canada) | QiXin Zhong (9)               | Marcin Dzieński | Bassa Mawem               |
| 20 juin    | Chongqing (Chine)        | QiXin Zhong (10)              | Danyil Boldyrev | Libor Hroza               |
| 26 juin    | Haiyang (Chine)          | QiXin Zhong (11)              | Danyil Boldyrev | Reza Alipourshenazandifar |
| 10 juillet | Chamonix (France)        | Libor Hroza (5)               | Danyil Boldyrev | QiXin Zhong               |
| 17 octobre | Wujiang (Chine)          | Reza Alipourshenazandifar (2) | Libor Hroza     | Bassa Mawem               |

#### Femmes
| Étapes     | Lieu                     | Or                   | Argent           | Bronze           |
| ---------- | ------------------------ | -------------------- | ---------------- | ---------------- |
| 17 mai     | Central Saanich (Canada) | Iuliia Kaplina (6)   | Mariia Krasavina | Anna Tsyganova   |
| 20 juin    | Chongqing (Chine)        | Mariia Krasavina (5) | Edyta Ropek      | Iuliia Kaplina   |
| 26 juin    | Haiyang (Chine)          | Anouck Jaubert (2)   | Anna Tsyganova   | Iuliia Kaplina   |
| 10 juillet | Chamonix (France)        | Anouck Jaubert (3)   | Iuliia Kaplina   | Mariia Krasavina |
| 17 octobre | Wujiang (Chine)          | Mariia Krasavina (6) | Anouck Jaubert   | Edyta Ropek      |

## Classements

### Difficulté
| Place | Grimpeur                 | Étape de coupe du monde | Étape de coupe du monde | Étape de coupe du monde | Étape de coupe du monde | Étape de coupe du monde | Étape de coupe du monde | Étape de coupe du monde | Total de points |
| Place | Grimpeur                 | [ 2 ]                   | [ 3 ]                   | [ 4 ]                   | [ 5 ]                   | [ 6 ]                   | [ 7 ]                   | [ 8 ]                   | Total de points |
| ----- | ------------------------ | ----------------------- | ----------------------- | ----------------------- | ----------------------- | ----------------------- | ----------------------- | ----------------------- | --------------- |
| 1er   | Adam Ondra               | 80 (2e)                 | 43 (7e)                 | 55 (4e)                 | 80 (2e)                 | 32 (10e)                | 100 (1er)               | 100 (1er)               | 458             |
| 2e    | Gautier Supper           | 51 (5e)                 | 100 (1er)               | 51 (5e)                 | 100 (1er)               | 55 (4e)                 | 43 (7e)                 | 40 (8e)                 | 400             |
| 3e    | Jakob Schubert           | 47 (6e)                 | 65 (3e)                 | 80 (2e)                 | 55 (4e)                 | 80 (2e)                 | 51 (5e)                 | 65 (3e)                 | 396             |
| 4e    | Domen Skofic             | 37 (9e)                 | 37 (9e)                 | 65 (3e)                 | 43 (7e)                 | 100 (1er)               | 80 (2e)                 | 51 (5e)                 | 376             |
| 5e    | Romain Desgranges        | 55 (4e)                 | 40 (8e)                 | 100 (1er)               | 65 (3e)                 | 47 (6e)                 | 28 (12e)                | 47 (6e)                 | 354             |
| 6e    | Ramón Julián Puigblanque | 100 (1er)               | 5 (26e)                 | 26 (13e)                | 34 (10e)                | 65 (3e)                 | 55 (4e)                 | 55 (4e)                 | 335             |
| 7e    | Sebastian Halenke        | 65 (3e)                 | 27 (12e)                | 47 (6e)                 | 40 (8e)                 | 32 (10e)                | 47 (6e)                 | 28 (12e)                | 259             |
| 8e    | Sean McColl              | 31 (11e)                | 51 (5e)                 | -                       | 26 (13e)                | -                       | 65 (3e)                 | 80 (2e)                 | 253             |
| 9e    | Stefano Ghisolfi         | 43 (7e)                 | 47 (6e)                 | 34 (10e)                | 51 (5e)                 | 51 (5e)                 | 5 (26e)                 | 26 (13e)                | 252             |
| 10e   | Minoru Nakano            | 22 (15e)                | 80 (2e)                 | 31 (11e)                | -                       | 24 (14e)                | 40 (8e)                 | 43 (7e)                 | 240             |

| - Vainqueur - 2e place - 3e place | - Finaliste - Demi-finaliste - Classé, dans les points | - Classé, hors des points - Disqualifié (Dq.) - N'a pas participé ( - ) |

| Place | Grimpeur         | Étape de coupe du monde | Étape de coupe du monde | Étape de coupe du monde | Étape de coupe du monde | Étape de coupe du monde | Étape de coupe du monde | Étape de coupe du monde | Total de points |
| Place | Grimpeur         | [ 9 ]                   | [ 10 ]                  | [ 11 ]                  | [ 12 ]                  | [ 13 ]                  | [ 14 ]                  | [ 15 ]                  | Total de points |
| ----- | ---------------- | ----------------------- | ----------------------- | ----------------------- | ----------------------- | ----------------------- | ----------------------- | ----------------------- | --------------- |
| 1re   | Mina Markovic    | 100 (1re)               | 40 (8e)                 | 100 (1re)               | 100 (1re)               | 80 (2e)                 | 47 (6e)                 | 100 (1re)               | 527             |
| 2e    | Jain Kim         | 51 (5e)                 | 100 (1re)               | 28 (12e)                | 55 (4e)                 | 100 (1re)               | 100 (1re)               | 55 (4e)                 | 461             |
| 3e    | Jessica Pilz     | 65 (3e)                 | 80 (2e)                 | 65 (3e)                 | 80 (2e)                 | 55 (4e)                 | 65 (3e)                 | 80 (2e)                 | 435             |
| 4e    | Anak Verhoeven   | 55 (4e)                 | 65 (3e)                 | 40 (8e)                 | 65 (3e)                 | 65 (3e)                 | 80 (2e)                 | 51 (5e)                 | 381             |
| 5e    | Hélène Janicot   | 47 (6e)                 | 31 (11e)                | 55 (4e)                 | 51 (5e)                 | 43 (7e)                 | 55 (4e)                 | 47 (6e)                 | 298             |
| 6e    | Yuka Kobayashi   | 22 (15e)                | 24 (14e)                | 51 (5e)                 | 40 (8e)                 | 40 (8e)                 | 51 (5e)                 | 28 (12e)                | 234             |
| 7e    | Janja Garnbret   | 80 (2e)                 | -                       | 80 (2e)                 | -                       | -                       | -                       | 65 (3e)                 | 225             |
| 8e    | Risa Ota         | 31 (11e)                | 51 (5e)                 | 26 (13e)                | 43 (7e)                 | -                       | 32 (10e)                | 34 (10e)                | 217             |
| 9e    | Tjasa Kalan      | 18 (17e)                | 37 (9e)                 | 47 (6e)                 | 47 (6e)                 | 34 (10e)                | 24 (14e)                | 5 (26e)                 | 207             |
| 10e   | Mathilde Becerra | 20 (16e)                | 55 (4e)                 | 20 (16e)                | 37 (9e)                 | 26 (13e)                | -                       | 43 (7e)                 | 201             |

| - Vainqueur - 2e place - 3e place | - Finaliste - Demi-finaliste - Classé, dans les points | - Classé, hors des points - Disqualifié (Dq.) - N'a pas participé ( - ) |

### Bloc
| Place | Grimpeur          | Étape de coupe du monde | Étape de coupe du monde | Étape de coupe du monde | Étape de coupe du monde | Étape de coupe du monde | Total de points |
| Place | Grimpeur          | [ 16 ]                  | [ 17 ]                  | [ 18 ]                  | [ 19 ]                  | [ 20 ]                  | Total de points |
| ----- | ----------------- | ----------------------- | ----------------------- | ----------------------- | ----------------------- | ----------------------- | --------------- |
| 1er   | Jongwon Chon      | 47 (6e)                 | 0 (33e)                 | 80 (2e)                 | 100 (1er)               | 65 (3e)                 | 292             |
| 2e    | Jan Hojer         | 3 (27e)                 | 100 (1er)               | 55 (4e)                 | 55 (4e)                 | 51 (5e)                 | 264             |
| 3e    | Adam Ondra        | 65 (3e)                 | 65 (3e)                 | 40 (8e)                 | 51 (5e)                 | 38 (8e)                 | 259             |
| 4e    | Nathaniel Coleman | 80 (2e)                 | 80 (2e)                 | 16 (18e)                | 31 (11e)                | 31 (11e)                | 238             |
| 5e    | Alban Levier      | 100 (1er)               | 12 (20e)                | 24 (14e)                | 65 (3e)                 | 1 (29e)                 | 202             |
| 6e    | Rustam Gelmanov   | -                       | 9 (21e)                 | 43 (7e)                 | 80 (2e)                 | 47 (6e)                 | 179             |
| 7e    | Kokoro Fujii      | 55 (4e)                 | 47 (6e)                 | 31 (11e)                | 37 (9e)                 | 3 (27e)                 | 173             |
| 8e    | Sean McColl       | 18 (17e)                | 51 (5e)                 | 100 (1er)               | -                       | -                       | 169             |
| 9e    | Rei Sugimoto      | 14 (19e)                | 40 (8e)                 | 37 (9e)                 | 22 (15e)                | 38 (8e)                 | 151             |
| 10e   | Jérémy Bonder     | 43 (7e)                 | 28 (12e)                | 51 (5e)                 | 24 (14e)                | 0 (63e)                 | 146             |

| - Vainqueur - 2e place - 3e place | - Finaliste - Demi-finaliste - Classé, dans les points | - Classé, hors des points - Disqualifié (Dq.) - N'a pas participé ( - ) |

| Place | Grimpeur           | Étape de coupe du monde | Étape de coupe du monde | Étape de coupe du monde | Étape de coupe du monde | Étape de coupe du monde | Total de points |
| Place | Grimpeur           | [ 21 ]                  | [ 22 ]                  | [ 23 ]                  | [ 24 ]                  | [ 25 ]                  | Total de points |
| ----- | ------------------ | ----------------------- | ----------------------- | ----------------------- | ----------------------- | ----------------------- | --------------- |
| 1re   | Akiyo Noguchi      | 80 (2e)                 | 80 (2e)                 | 100 (1re)               | 80 (2e)                 | 55 (4e)                 | 395             |
| 2e    | Shauna Coxsey      | 37 (9e)                 | 65 (3e)                 | 65 (3e)                 | 65 (3e)                 | 100 (1re)               | 332             |
| 3e    | Miho Nonaka        | 43 (7e)                 | 55 (4e)                 | 80 (2e)                 | 55 (4e)                 | 43 (7e)                 | 276             |
| 4e    | Petra Klingler     | 31 (11e)                | 43 (7e)                 | 34 (10e)                | 100 (1re)               | 16 (18e)                | 224             |
| 5e    | Megan Mascarenas   | -                       | 100 (1re)               | -                       | -                       | 65 (3e)                 | 165             |
| 6e    | Katharina Saurwein | 51 (5e)                 | 24 (14e)                | 37 (9e)                 | 51 (5e)                 | -                       | 163             |
| 7e    | Sol Sa             | 16 (18e)                | 12 (20e)                | 47 (6e)                 | 43 (7e)                 | 40 (8e)                 | 158             |
| 8e    | Fanny Gibert       | 40 (8e)                 | 31 (11e)                | -                       | -                       | 80 (2e)                 | 151             |
| 8e    | Anna Stöhr         | 100 (1re)               | 51 (5e)                 | -                       | -                       | -                       | 151             |
| 10e   | Mélissa Le Nevé    | 47 (6e)                 | 16 (18e)                | 40 (8e)                 | 47 (6e)                 | 0 (33e)                 | 150             |

| - Vainqueur - 2e place - 3e place | - Finaliste - Demi-finaliste - Classé, dans les points | - Classé, hors des points - Disqualifié (Dq.) - N'a pas participé ( - ) |

### Vitesse
| Place | Grimpeur                  | Étape de coupe du monde | Étape de coupe du monde | Étape de coupe du monde | Étape de coupe du monde | Étape de coupe du monde | Total de points |
| Place | Grimpeur                  | [ 26 ]                  | [ 27 ]                  | [ 28 ]                  | [ 29 ]                  | [ 30 ]                  | Total de points |
| ----- | ------------------------- | ----------------------- | ----------------------- | ----------------------- | ----------------------- | ----------------------- | --------------- |
| 1er   | Qixin Zhong               | 100 (1er)               | 100 (1er)               | 100 (1er)               | 65 (3e)                 | 40 (8e)                 | 405             |
| 2e    | Libor Hroza               | 26 (13e)                | 65 (3e)                 | 51 (5e)                 | 100 (1er)               | 80 (2e)                 | 322             |
| 3e    | Danyil Boldyrev           | -                       | 80 (2e)                 | 80 (2e)                 | 80 (2e)                 | 55 (4e)                 | 295             |
| 4e    | Marcin Dzieński           | 80 (2e)                 | 51 (5e)                 | 40 (8e)                 | 55 (4e)                 | 51 (5e)                 | 277             |
| 5e    | Bassa Mawem               | 65 (3e)                 | 55 (4e)                 | 47 (6e)                 | 22 (15e)                | 65 (3e)                 | 254             |
| 6e    | Aleksandr Shilov          | 51 (5e)                 | 47 (6e)                 | 31 (11e)                | 40 (8e)                 | 47 (6e)                 | 216             |
| 7e    | Reza Alipourshenazandifar | -                       | 43 (7e)                 | 65 (3e)                 | -                       | 100 (1er)               | 208             |
| 8e    | Stanislav Kokorin         | -                       | 28 (12e)                | 55 (4e)                 | 43 (7e)                 | 43 (7e)                 | 169             |
| 8e    | Quentin Nambot            | 24 (14e)                | 34 (10e)                | 43 (7e)                 | 34 (10e)                | 34 (10e)                | 169             |
| 10e   | Amir Maimuratov           | -                       | 40 (8e)                 | 37 (9e)                 | 51 (5e)                 | -                       | 128             |

| - Vainqueur - 2e place - 3e place | - Finaliste - Demi-finaliste - Classé, dans les points | - Classé, hors des points - Disqualifié (Dq.) - N'a pas participé ( - ) |

| Place | Grimpeur             | Étape de coupe du monde | Étape de coupe du monde | Étape de coupe du monde | Étape de coupe du monde | Étape de coupe du monde | Total de points |
| Place | Grimpeur             | [ 31 ]                  | [ 32 ]                  | [ 33 ]                  | [ 34 ]                  | [ 35 ]                  | Total de points |
| ----- | -------------------- | ----------------------- | ----------------------- | ----------------------- | ----------------------- | ----------------------- | --------------- |
| 1re   | Mariia Krasavina     | 80 (2e)                 | 100 (1re)               | 55 (4e)                 | 65 (3e)                 | 100 (1re)               | 400             |
| 2e    | Anouck Jaubert       | 55 (4e)                 | 55 (4e)                 | 100 (1re)               | 100 (1re)               | 80 (2e)                 | 390             |
| 3e    | Iuliia Kaplina       | 100 (1re)               | 65 (3e)                 | 65 (3e)                 | 80 (2e)                 | 55 (4e)                 | 365             |
| 4e    | Anna Tsyganova       | 65 (3e)                 | 51 (5e)                 | 80 (2e)                 | 55 (4e)                 | 40 (8e)                 | 291             |
| 5e    | Edyta Ropek          | 37 (9e)                 | 80 (2e)                 | 51 (5e)                 | 51 (5e)                 | 65 (3e)                 | 284             |
| 6e    | Aleksandra Rudzinska | 51 (5e)                 | 47 (6e)                 | 47 (6e)                 | 43 (7e)                 | 51 (5e)                 | 239             |
| 7e    | Klaudia Buczek       | 47 (6e)                 | 31 (11e)                | 40 (8e)                 | 37 (9e)                 | 43 (7e)                 | 198             |
| 8e    | Patrycja Chudziak    | 40 (8e)                 | 43 (7e)                 | 43 (7e)                 | 22 (15e)                | -                       | 148             |
| 9e    | Alla Marenych        | -                       | 22 (15e)                | 28 (12e)                | 34 (10e)                | 47 (6e)                 | 131             |
| 10e   | Monika Prokopiuk     | 34 (10e)                | 34 (10e)                | 37 (9e)                 | 12 (20e)                | -                       | 117             |

| - Vainqueur - 2e place - 3e place | - Finaliste - Demi-finaliste - Classé, dans les points | - Classé, hors des points - Disqualifié (Dq.) - N'a pas participé ( - ) |